# Huansu H5

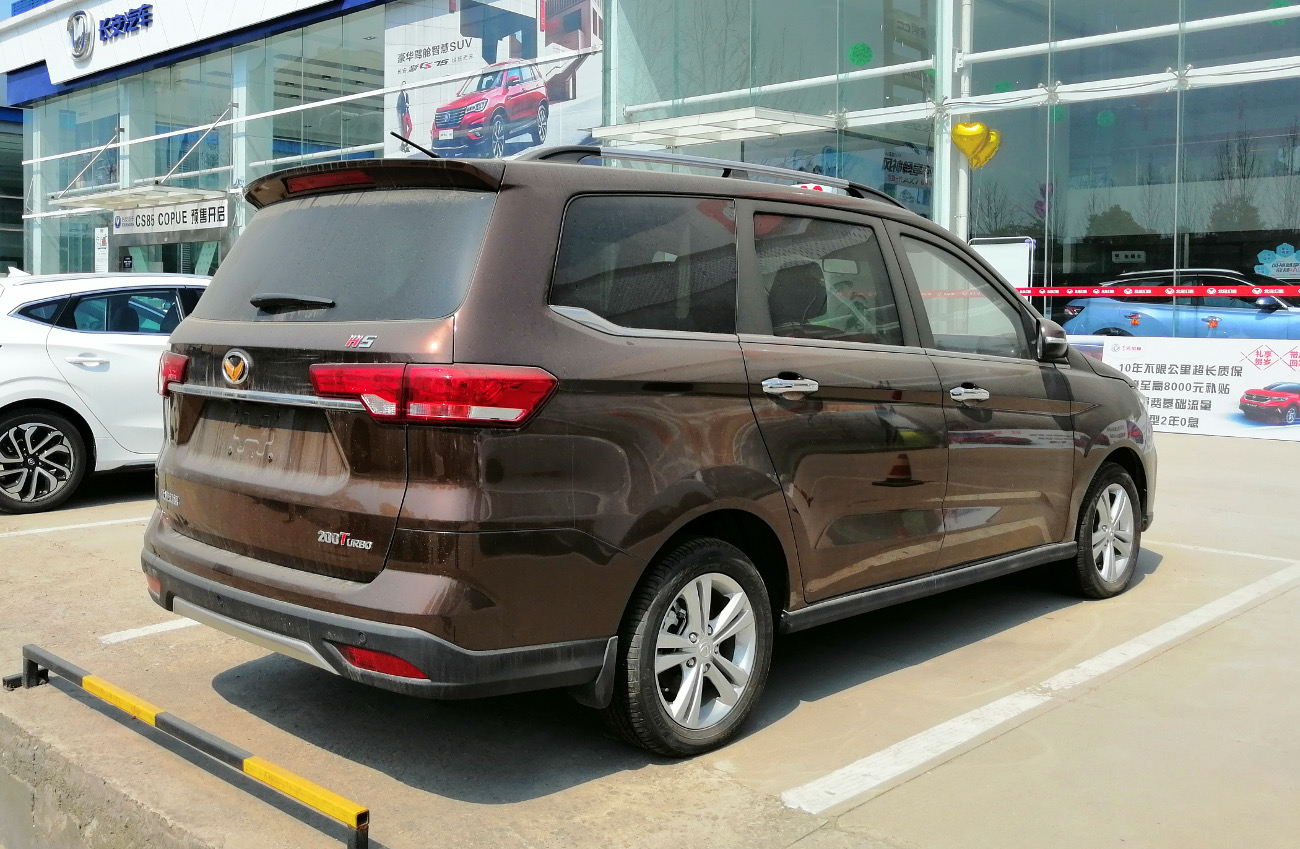
Heckansicht

Der Huansu H5 ist ein Pkw der chinesischen Marke Huansu.

## Beschreibung
Der Van bietet Platz für sechs Personen. Der Radstand beträgt 2760 mm. Das Fahrzeug ist 4750 mm lang, 1800 mm breit und ebenfalls 1800 mm hoch. Der Leergewicht ist mit 1620 kg angegeben.
Ein Vierzylinder-Ottomotor mit Vierventiltechnik treibt die Fahrzeuge an. Er leistet mit Hilfe eines Turboladers 98 kW aus 1298 cm³ Hubraum. Auffallend ist ein stufenloses Getriebe.

## Zulassungszahlen in China
Im September 2017 wurden die ersten Fahrzeuge dieses Typs in China zugelassen. In dem Jahr waren es 2132 Stück. In den beiden Folgejahren waren es 1382 und 399. Die letzten Zulassungen sind für Juli 2019 überliefert.